# Septfontaines (Doubs)
Septfontaines település Franciaországban, Doubs megyében. Lakosainak száma 383 fő (2022. január 1.). Septfontaines Amathay-Vésigneux, Chapelle-d’Huin, Évillers, Levier és Val-d’Usiers községekkel határos.

## Népesség
A település népessége az elmúlt években az alábbi módon változott:
| Lakosok száma | 276  | 236  | 233  | 280  | 341  | 359  | 368  | 371  | 378  | 383  |
|               | 1968 | 1982 | 1990 | 2006 | 2013 | 2015 | 2017 | 2019 | 2020 | 2022 |